# Atletisme als Jocs Olímpics d'estiu de 1904 - llançament de pes de 56 lliures
El llançament de pes masculí de 25km (56 lliures) va ser una de les proves disputades durant els Jocs Olímpics de Saint Louis de 1904. Aquesta era la primera vegada que es disputava aquesta prova, la qual no tornà a formar part del programa olímpic fins als Jocs Olímpics de 1920. La prova es va disputar l'1 de setembre de 1904 i hi van prendre part 6 atletes, de dues nacions diferents. Aquesta és una de les dues proves en què no guanya un atleta dels Estats Units.

## Medallistes
| Or                 | Plata               | Bronze        |
| Étienne Desmarteau | John Jesus Flanagan | James Mitchel |

## Resultats
| Posició | Atleta              | Distància   |
| ------- | ------------------- | ----------- |
| Or      | Étienne Desmarteau  | 10,46 m OR  |
| Plata   | John Jesus Flanagan | 10,16 m     |
| Bronze  | James Mitchel       | 10,13 m     |
| 4       | Charles Henneman    | 9,18 m      |
| 5       | Charles Chadwick    | desconeguda |
| 6       | Ralph Rose          | 8,53 m      |

OR:Rècord olímpic